# Nisshin Seifun
Nisshin Seifun è uno spot televisivo d'animazione del 2010, disegnato da Gorō Miyazaki, diretto da Katsuya Kondō e realizzato dallo Studio Ghibli per celebrare i 110 anni di attività dell'azienda Nisshin Seifun, specializzata in prodotti alimentari.
Il gattino protagonista dello spot, Konyara, è stato creato da Toshio Suzuki, produttore dello Studio Ghibli. La figlia del regista, che era stata la doppiatrice originale di Ponyo nel film Ponyo sulla scogliera, è la bambina che parla alla fine dello spot.
Lo spot è stato realizzato in due versioni di 15 e 30 secondi, utilizzando la particolare tecnica di animazione della "matita a pennello", primo esempio del genere per lo Studio Ghibli